# Kunitokotatchi
En la mitologia japonesa Kunitokotatchi (国之常立神) és un dels dos déus nascuts d'una una canya que va sorgir del caos, sobirà etern de la Terra.